# Malí en los Juegos Olímpicos de Seúl 1988
Malí estuvo representado en los Juegos Olímpicos de Seúl 1988 por seis deportistas, cinco hombres y una mujer, que compitieron en tres deportes.
El portador de la bandera en la ceremonia de apertura fue el yudoca Mamadou Keita. El equipo olímpico maliense no obtuvo ninguna medalla en estos Juegos.